# Rothenbach (Roer)
De Rothenbach of Rode Beek is een kleine beek die bij Etsberg in de Roer uitmondt. Ze loopt door Duitsland met het laatste stuk door Nederland. In Nederland loopt ze ook door Nationaal Park De Meinweg en in Duitsland door het aangrenzende Maas-Schwalm-Nette Naturpark.
In Nederland heeft deze beek twee watermolens die gebruikmaken van haar water, dit zijn:
- Vlodroppermolen (vlak bij de monding in de Roer)
- Gitstappermolen

In zowel Nederland als Duitsland zijn er meerdere beken met de naam Rothenbach of Ro(o)de Beek, zoals de Roode Beek. In Brussel is er een metrostation Roodebeek, genaamd naar een nagenoeg verdwenen beek met dezelfde naam.